# Spheciformes
Spheciformes es un conjunto parafilético de familias de insectos que en conjunto incluyen todos los miembros de la superfamilia Apoidea que no son abejas. En viejas clasificaciones se llaman "Sphecoidea" o avispas esfecoides o avispas apoides. El grupo es parafilético porque las abejas se cree que han surgido de un subgrupo dentro de la familia Crabronidae, con lo que Spheciformes no incluye a todos los descendientes de su antepasado común.
Hay 9.700 especies en 4 familias, distribuidas por todo el mundo.